# František Konečný (voják)
Plukovník František Konečný (15. února 1918 Horní Suchá – 28. září 2006) byl český důstojník, voják wehrmachtu a poté voják československé zahraniční armády.

## Život

### Před druhou světovou válkou
František Konečný se narodil 15. února 1918 v Horní Suché v dnešním okrese Karviná v české rodině. Absolvoval obecní a měšťanskou školu a poté polské gymnázium v Těšíně. Navštěvovat jej přestal poté, co v roce 1938 připadla Horní Suchá Polsku a nastoupil jako účetní na šachtu František. V roce 1939 byl povolán do polské armády, ale díky zahájení druhé světové války a rychlé porážce Polska již do ní nestihl nastoupit. Horní Suchá přešla pod německou správu.

### V německé armádě
V prosinci 1939 prováděli Němci registraci obyvatel, při které odmítli Františkovi Konečnému uznat českou národnost a proto byl nucen přihlásit se k národnosti slezské, čímž se stal německým státním příslušníkem. Díky tomu byl v létě 1940 jako Franz Koneczny odveden do německé armády, do které nastoupil v prosinci téhož roku. Základní výcvik prodělal ve Striegau, poté byl odvelen do Alsaska. Již tehdy se zabýval myšlenkou dezerce, ale nebylo kam. V květnu 1941 byl v rámci příprav na operaci Barbarossa i s jednotkou přesunut do Východního Pruska, kde po první dva měsíce bojů strážil sklad pohonných hmot. Po přesunu ke Smolensku onemocněl úplavicí a teprve po jejím vyléčení mohl na frontu. V prostoru Jarceva, kde probíhal protiútok rudé armády, nakonec padl vlastním přičiněním do zajetí.

### V zajetí
Po pádu do zajetí byl František Konečný odvezen do zajateckého tábora NKVD v Jelabuze, kde podepsal písemné prohlášení o záměru bojovat proti fašismu. Během dalšího pobytu v zajateckých táborech byl odvezen do Moskvy, kde namluvil rozhlasovou výzvu vojákům německé armády k přechodu do zajetí, anebo pracoval jako sanitář v budově pro nakažené tyfem[nepřesný odkaz]. V roce 1943 strávil z nejasných důvodů nejprve dva týdny na samotce ve věznici Butyrka a poté další dva týdny ve vězení Lubjanka. Následně byl převezen do zajateckého tábora v Krasnogorsku, který byl centrem pro antifašistickou organizaci Svobodné Německo a kde se již mohl přihlásit do československé zahraniční armády.

### V československém vojsku
Po přesunu do Novochopjorsku vstoupil František Konečný 25. září 1943 do 1. československé samostatné brigády. Ta se postupem času stala součástí 1. československého armádního sboru a s ním František Konečný došel přes Kyjev a Dukelský průsmyk až na východní Slovensko. Zde v prosinci 1944 již v hodnosti četaře uposlechl nabídku a byl přeložen k výsadkářům. Od ledna 1945 se absolvoval ve Lvově parašutistický, výzvědný a diverzní výcvik. V rámci výsadku Uragan odletěl 25. března téhož roku z Krakova a byl vysazen v prostoru Nového Strašecí. Odtud se skupina přesunula do lesů u Lán, kde si vybudovala základnu a odkud prováděla výzvědnou činnost. Do bojů se přímo nezapojovala, pomáhala organizovat pomoc pražskému povstání a informovala velení o situaci v Čechách. Po skončení bojů byl František Konečný ještě jednou odvelen do Lvova, pak se vrátil domů.

### Po druhé světové válce
V činné službě dosáhl František Konečný hodnosti poručíka. Do ledna 1946 sloužil u dělostřeleckého pluku v Táboře. Po opuštění armády vstoupil do KSČ a pracoval tamtéž na jejím krajském sekretariátu. V roce 1948 nastoupil na Ministerstvo vnitra, kde pracoval do roku 1950, kdy z něj odešel na vlastní žádost kvůli nesouhlasu s některými jeho kroky. Po návratu do Tábora začal pracovat v mlékárenském družstvu a vystoupil z KSČ. Nějaký čas byl pak sledován Státní bezpečností. Mezi lety 1960 a 1979 pracoval na okresním národním výboru a poté odešel do důchodu. Zemřel 28. 9. 2006.